# Sposalizio della Vergine (Michelino da Besozzo)
Lo Sposalizio della Vergine è un dipinto tempera su tavola (65,1x47,6 cm) di Michelino da Besozzo, databile al 1435 circa e conservato nel Metropolitan Museum di New York. È l'unica opera certa dell'autore su tavola, assieme a uno Sposalizio mistico di santa Caterina alla Pinacoteca Nazionale di Siena, che fu tra i protagonisti del gotico internazionale in Italia.

## Descrizione e stile
La scena mostra la Vergine che riceve l'anello di matrimonio da san Giuseppe davanti a un sacerdote del Tempio di Gerusalemme. La scelta sull'anziano uomo era caduta perché la sua mazza era fiorita, e l'artista vi aggiunse anche la colomba dello Spirito Santo sopra, a testimonianza della scelta divina nell'accaduto. A destra si vede un gruppo di donne, mentre a sinistra si trovano gli altri pretendenti alla mano di Maria che sono contrariati per la sconfitta, e si dimenano vorticosamente, mentre uno di loro, in primo piano, spezza il bastone per rabbia, un elemento iconografico che si ritrova in tutte le rappresentazioni successive del tema, fino anche a quella di Raffaello.
La scena è ambientata in un portico con volta unghiata dalla spazialità molto fantasiosa, con un limitato ricorso all'oro nello sfondo (motivo della datazione piuttosto avanzata nella produzione dell'artista), mentre permangono le preziose applicazioni in pastiglia, come nelle aureole e nell'anello nuziale.
L'artista operò una delicata resa dei personaggi, dalle fisionomie dolci e sfumate anche quando si tratta di rappresentare un'espressione di rabbia, che per questa contraddizione appare piuttosto grottesca. I colori sono tenui e accordati tra loro, i panneggi seguono falcate ritmiche che creano giochi lineari di grande raffinatezza. Notevole è poi la resa varia e preziosa dei diversi dettagli, dalle morbide barbe degli uomini ai brillanti capelli biondi della Vergine, fino ai soffici tessuti.